# Dipodomys californicus
Dipodomys californicus är en däggdjursart som beskrevs av Clinton Hart Merriam 1890. Dipodomys californicus ingår i släktet känguruspringmöss, och familjen påsmöss. IUCN kategoriserar arten globalt som livskraftig.
Arten förekommer i norra Kalifornien och i angränsande områden av Oregon. Den lever i gräsmarker, i öppna buskskogar (Chaparral) och i regioner med glest fördelade träd.
Individerna lever i underjordiska bon som grävs själv eller som övertas av en jordekorre. De äter frön, gröna växtdelar och mindre frukter. Honor har mellan februari och september en eller flera kullar med 2 till 4 ungar per kull.

## Underarter
Arten delas in i följande underarter:
- D. c. eximias
- D. c. californicus

Wilson & Reeder (2005) listar ytterligare en underart, D. c. saxatilis.